# 王文宝 (宋朝)
王文宝（？—991年），汴州陽武县（今河南省原阳县）人，北宋将领、政治人物。
王文宝以父蔭任殿直。太平兴国元年（976年）累進軍器庫使。出使辽国。太平興国三年（978年）陳洪進献出漳州、泉州归顺宋朝，王文宝被派为監泉州兵。泉州有人作乱，王文宝与楊克让、喬惟岳一起平乱。以功升为嬀州刺史，加内弓箭庫使。
京西转運使程能建议开凿从南陽到開封的運河，于是宋太宗下诏動員唐州、鄧州、汝州、潁州、許州、蔡州、陳州、鄭州人夫数万人。王文宝与李继隆、李仁祐、劉承珪分担指揮工事、监督劳役。后来因为地勢高水位低，工事中止。
雍熙四年（987年）转東上閤門使，历任涇州知州、延州知州。契丹攻打通遠軍，王文宝率軍迎击契丹軍，归還后转任判四方館事。出为高陽关路兵馬鈐轄。淳化二年（991年）在官任上去世。